# حبار أطلسي أبتر الذيل
حبار الأطلسي أبتر الذيل أو حبار الأطلنطي (بالإنجليزية:  Atlantic Bobtail or Sepiola atlantica)‏ هو أحد أنواع جنس قطلس المياه العميقة، يوجد أساساً في شمال شرق المحيط الأطلسي (65 درجة شمالا و35 درجة شمالا)، من آيسلندا، جزر فارو وغربي النرويج إلى الساحل المغربي.

## معرض صور

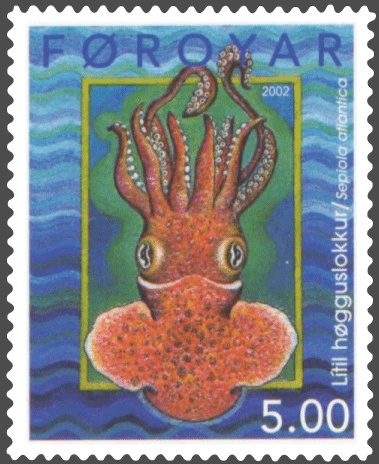
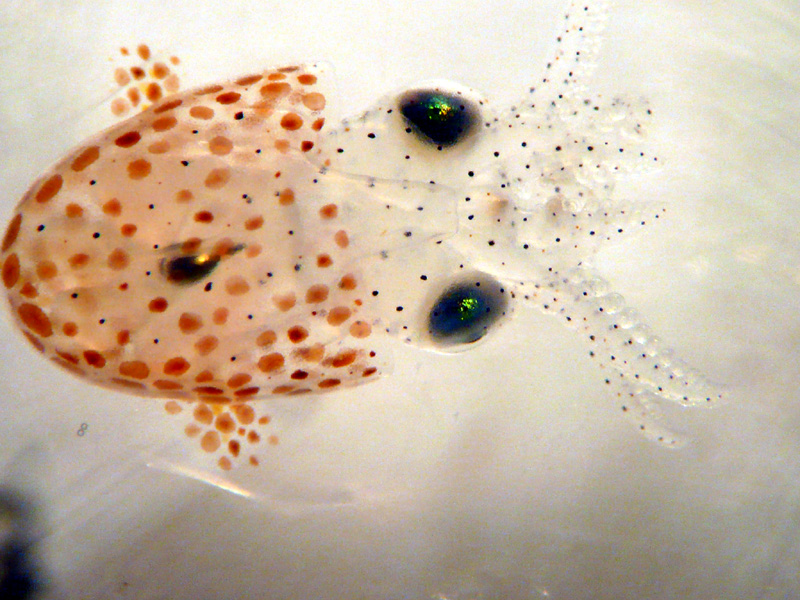
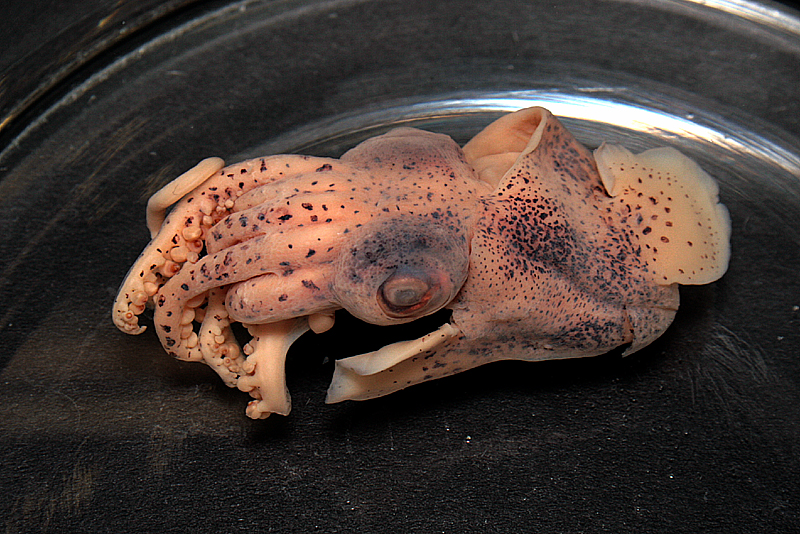

## وصلات خارجية
- المعجم العربي